# Egnasia trogosema
Egnasia trogosema là một loài bướm đêm trong họ Noctuidae.